# Aline Rocha
Aline dos Santos Rocha (* 20. Februar 1991 in Pinhão (Paraná), Brasilien) ist eine brasilianische Rollstuhlfahrerin und Skifahrerin, die beim Berlin-Marathon 2021 Dritte wurde und bei den Para-Nordischen Ski-Weltmeisterschaften 2023 mehrere Medaillen gewann. Sie nahm an den Sommer-Paralympics 2016 und den Winter-Paralympics 2018 und 2022 teil.

## Leben
Bei diesem portugiesischen Namen ist der erste oder mütterliche Familienname dos Santos und der zweite oder väterliche Familienname Rocha. Im Alter von 15 Jahren wurde Aline dos Santos Rocha bei einem Autounfall verletzt und blieb querschnittsgelähmt. Sie studierte Sport an der University of Western Santa Catarina. Rocha ist mit Fernando Orso verheiratet, der auch ihr Trainer ist.

## Karriere

### Rollstuhlrennsport
Bis 2017 hatte sie viermal das Saint Silvester Road Race gewonnen. 2015 gewann sie die 100-Meter-, 400-Meter- und 800-Meter-Rennen bei den Jogos Regionais do Estado de São Paulo (Regionale Spiele des Bundesstaates São Paulo). Im selben Jahr wurde sie Dritte beim Oita International Wheelchair Marathon. Sie nahm an den Sommer-Paralympics 2016 teil und belegte den neunten Platz im 1500-Meter-T54-Wettbewerb und den 10. Platz im Marathon. Rocha wurde beim Berlin-Marathon 2021 Dritter und beim London-Marathon 2021 Fünfte.

### Wintersport
2017 nahm Rocha am Langlauf-Weltcup in der Ukraine teil. 2018 wurde sie für die Winter-Paralympics 2018 in Pyeongchang, Südkorea, nominiert. Sie war die erste Brasilianerin, die an den Paralympischen Winterspielen teilnahm. Ihr bestes Ergebnis war der 12. Platz im 5-km-Rennen. Sie qualifizierte sich auch für die Winter-Paralympics 2022 in Peking, China. Sie wurde Siebte im 15-km-Rennen und Zehnte im 7,5-km-Rennen.
Im Januar 2022 wurde Rocha bei den Para-Weltmeisterschaften 2021 Vierte im 15-km-Rennen. Bei den Weltmeisterschaften 2023 in Östersund gewann sie das Sprint-Rennen und wurde sowohl beim 10-km-Freistil als auch beim 18-km-Klassik-Wettkampf Dritte.